# Casa Eusebi Noguera
La Casa Eusebi Noguera és un edifici del centre de Terrassa, situat al carrer de Sant Antoni, inclòs a l'Inventari del Patrimoni Arquitectònic de Catalunya.

## Descripció

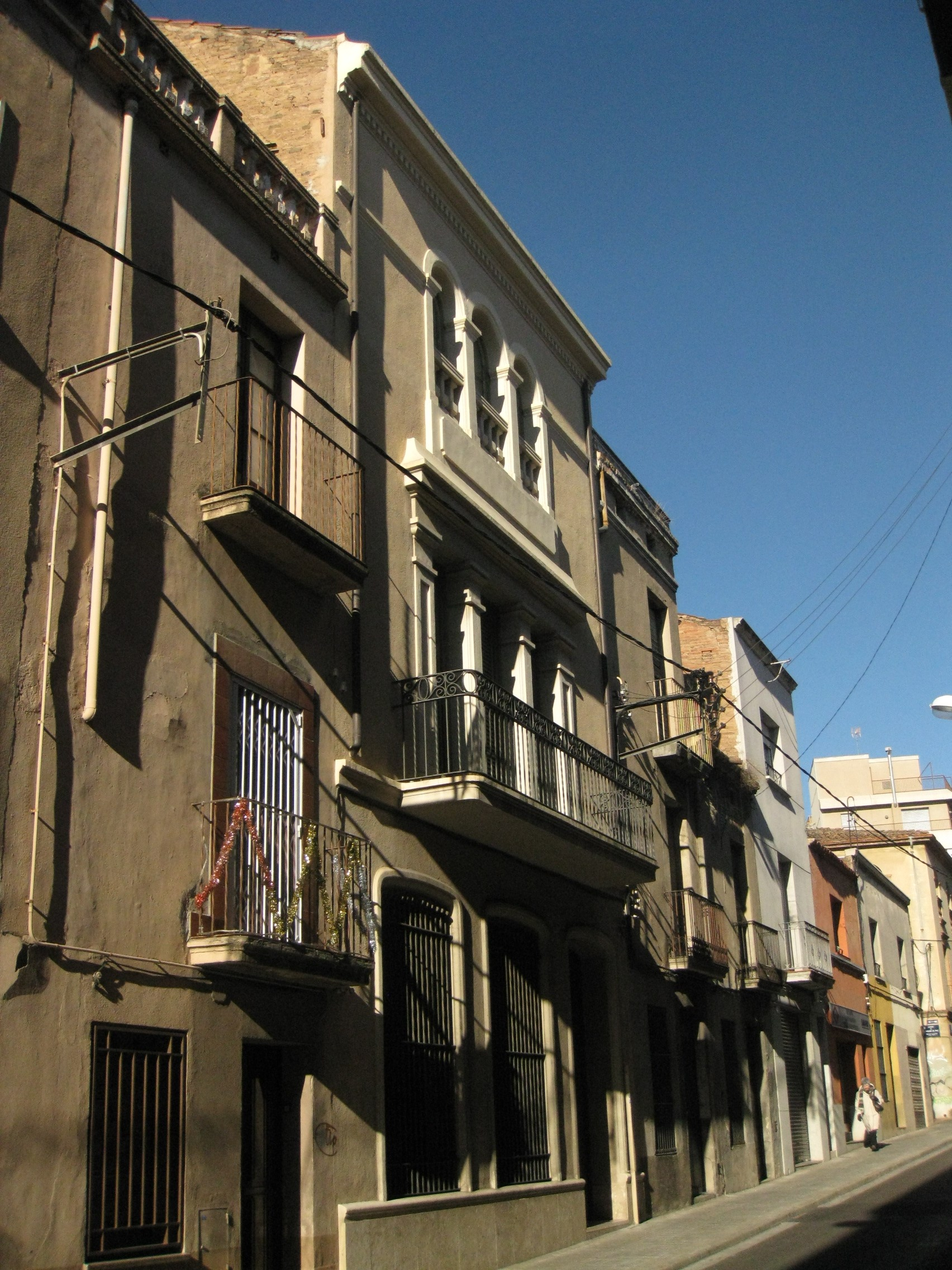
Vista del carrer de Sant Antoni on destaca la casa d'Eusebi Noguera, la més alta d'aquest tram del carrer

És un habitatge unifamiliar entre mitgeres, format per planta baixa i dos pisos. Presenta tres obertures a cada pis. A la planta baixa hi ha la porta d'accés a la dreta i dues finestres a l'esquerra, totes d'arc carpanell molt rebaixat. Al primer pis hi ha una balconada amb barana de ferro i obertures allindanades amb decoració d'inspiració clàssica i, al pis superior, tres petites finestres balconeres d'arc de mig punt. Hi destaquen els pilars remarcats als buits del primer i el segon pis.

## Història
La Casa Eusebi Noguera va ser bastida l'any 1924 sota la direcció de l'arquitecte Lluís Muncunill. L'edifici es troba inserit en el conjunt unitari d'habitatges unifamiliars del carrer de Sant Antoni.